# Lista över järnbruk i Finland
Lista över järnbruk i Finland innehåller järnbruk som har funnit i Finland.

## Egentliga Finland
- Björkboda, Dragsfjärd
- Dalsbruk, Dragsfjärd
- Kirjakkala, Bjärnå
- Koskis, Bjärnå
- Kustö bruk, Bjärnå
- Mathildedal, Bjärnå
- Männäis, Kaland
- Näsebruk, Bjärnå
- Pojoby, Bjärnå
- Sunnanå bruk, Dragsfjärd
- Tykö, Bjärnå

## Karelen
- Annantehdas, Suojärvi
- Herakoski, Eno
- Hiiskoski, Ilomants
- Huppoinen, Viborg
- Hämekoski, Harlu
- Ilajankoski, Ilomants
- Jukajoki, Kontiolax
- Juvanruukki, Kuolemajärvi
- Katarina bruk, Mola
- Kattilankoski, Tohmajärvi
- Kuokkastenkoski, Nurmes
- Käenkoski, Ilomants
- Läskelä, Harlu
- Möhkö, Ilomants
- Nurmi bruk, Vahviala
- Palojärvi bruk, Nurmes
- Pankakoski, Lieksa
- Peippola bruk, Nykyrka
- Pero bruk, Viborg
- Raivola, Kivinebb
- Ristioja, Kivinebb
- Siltakoski, Impilax
- Sumpula, Rautus
- Tervajoki bruk, Vahviala
- Vieki, Lieksa
- Värtsilä bruk, Värtsilä
- Yksjärvi, Mola
- Ylikaltimonkoski, Eno
- Yläsäiniö, Viborg

## Kymmenedalen
- Sippola, Veckelax
- Strömfors, Strömfors

## Lappland
- Karanäs, Pello
- Sinettä, Rovaniemi

## Nyland
- Antskog, Pojo
- Billnäs, Pojo
- Fagervik, Ingå
- Fiskars bruk, Pojo
- Forsby bruk, Pernå
- Högfors bruk, Högfors
- Kulla bruk, Tenala
- Kärkelä bruk, Karislojo
- Mariefors, Tusby
- Nyby bruk, Sjundeå
- Skogby bruk, Tenala
- Svartå, Karis
- Trollshovda, Tenala
- Vanda bruk, Vanda
- Åminnefors, Pojo

## Satakunta
- Björneborg bruk, Björneborg
- Fredriksberg bruk, Kulla
- Kauttua järnbruk, Eura
- Kuuskoski, Norrmark
- Leineberg, Kulla
- Norrmark bruk, Norrmark

## Savolax
- Haapakoski bruk, Pieksämäki
- Huutokoski, Jorois
- Hyppyrinkoski, Kaavi
- Jyrkkäkoski, Sonkajärvi
- Kauppilanjoki, Vieremä
- Korkeakoski bruk, Pielavesi
- Kortteinen bruk, Kaavi
- Lapinniemi, Pielavesi
- Lieviskänkoski, Puumala
- Nissilä, Vieremä
- Näljängänkoski, Suomussalmi
- Oravi bruk, Säminge
- Paasikoski, Pielavesi
- Palonurmi, Nilsiä
- Porsaskoski, Pieksämäki
- Saarikoski, Vieremä
- Souru, Karttula
- Strömsdals bruk, Juankoski
- Tuusjärvi bruk, Rantasalmi
- Urimalahti, Lapinlax
- Varkaus bruk, Varkaus

## Tavastland
- Henriksdals bruk, Hämeenkoski
- Jockis bruk, Jockis
- Kiminki, Karstula
- Koskensaari bruk, Petäjävesi
- Kuohunkoski, Jyväskylä
- Kuusankoski bruk, Laukas
- Niklasfors, Kuru
- Rautakoski, Loppis
- Renfors, Tammerfors
- Tampella bruk, Tammerfors
- Vieru, Padasjoki
- Vinkiänkoski, Längelmäki
- Växiö bruk, Kangasala

## Österbotten
- Bäkkseide, Korsholm
- Inha fabriker, Etseri
- Haga bruk, Kortesjärvi
- Jaurakkakoski, Pudasjärvi
- Kimo bruk, Oravais
- Kives, Paltamo
- Kornankoski, Pudasjärvi
- Kurimo, Utajärvi
- Königsbäck, Nurmo
- Mankilankoski, Kaustby
- Myllyranta, Utajärvi
- Prostens hytta, Kortesjärvi
- Saaresjoki, Vuolijoki
- Timonen bruk, Pudasjärvi
- Varisjoki, Paltamo
- Vesikoski, Pyhäjärvi
- Orisberg bruk, Storkyro
- Ämmä bruk, Suomussalmi
- Östermyra bruk, Seinäjoki